# جوستين أحومادجبي توميتين
جوستين أحومادجبي توميتين (16 يناير 1917–8 مارس 2002) هو سياسي من بنين،شغل منصب رئيس الوزراء من 25 يناير 1964 حتى 29 نوفمبر 1965،ورئيس بنين لفترتين منفصلتين،أولها من 27 نوفمبر 1965 حتى 29 نوفمبر 1965،وثانيتها من 7 مايو 1972 حتى 26 أكتوبر 1972.

## وفاته
توفي في 8 مارس 2002،عن عمر يناهز 85 عامًا.